# Institut de création et animation numériques
 (février 2022).
L'Institut de création et animation numériques (ICAN) est une école privée fondée en 2006 à Paris. Elle dispense des formations en game design, en animation 3D, en user experience design, en bande dessinée et en web design.

## Présentation
L'ICAN forme aux métiers du jeu vidéo, du cinéma d'animation, de la bande dessinée, du web design et de l'user experience design. L'école propose des bachelors et mastères pour ces différentes disciplines,.

## Direction
- 2009-2011 : Etienne Armand Amato[4]
- 2012 : Boris Solinski[5]
- 2014 - 2016 : Emmanuel Peter[6]
- 2019 : Jean-Philippe Ourry[7]
- 2020 - 2022 : Grégory Saraceni[8]
- Depuis 2022 : Brice Roy[réf. nécessaire]

## Controverse
En avril 2021, Libération et Gamekult publient une enquête conjointe dénonçant les conditions de pression extrême, la culture du crunch dont seraient victimes de nombreux étudiants d'écoles de jeu vidéo françaises dont l'ICAN. Des membres de l'équipe pédagogique sont accusés de négligence et de participer au surmenage et au harcèlement des élèves. Le directeur de l'ICAN Grégory Saraceni répondra à Gamekult que « La question de la charge de travail est en réalité commune aux écoles d’enseignement supérieur. Dès l’entretien d’admission, les étudiants sont informés qu’ils s'engagent pour des études intenses. C'est d’autant plus le cas dans les écoles de design numérique et d'arts appliqués, où la passion joue un rôle non négligeable dans l'investissement des étudiants »,,.